# Isländische Fußballmeisterschaft 1975
Die isländische Fußballmeisterschaft 1975 war die 64. Spielzeit der höchsten isländischen Fußballliga. Die Saison begann am 17. Mai 1975 und endete am 31. August 1975.
Der Titel ging zum insgesamt neunten Mal an ÍA Akranes.
Aufgrund des Beschlusses, die Liga in der nächsten Saison mit neun und schließlich ab 1977 mit zehn Teilnehmern auszutragen, stieg das letztplatzierte Team nicht direkt ab, sondern musste ein Relegationsspiel gegen den Zweitplatzierten der 2. Liga austragen.

## Abschlusstabelle
| Pl. | Verein               | Sp. | S | U | N | Tore    | Diff. | Punkte |
| --- | -------------------- | --- | - | - | - | ------- | ----- | ------ |
| 1.  | ÍA Akranes (M)       | 14  | 8 | 3 | 3 | 029:140 | +15   | 19:90  |
| 2.  | Fram Reykjavík       | 14  | 8 | 1 | 5 | 020:170 | +3    | 17:11  |
| 3.  | Valur Reykjavík (P)  | 14  | 6 | 4 | 4 | 020:170 | +3    | 16:12  |
| 4.  | Víkingur Reykjavík   | 14  | 6 | 3 | 5 | 017:120 | +5    | 15:13  |
| 5.  | ÍB Keflavík          | 14  | 4 | 5 | 5 | 013:130 | ±0    | 13:15  |
| 6.  | FH Hafnarfjörður (N) | 14  | 4 | 5 | 5 | 011:210 | −10   | 13:15  |
| 7.  | KR Reykjavík         | 14  | 3 | 4 | 7 | 013:180 | −5    | 10:18  |
| 8.  | ÍB Vestmannaeyja     | 14  | 2 | 5 | 7 | 011:220 | −11   | 09:19  |

Platzierungskriterien: 1. Punkte – 2. Tordifferenz – 3. geschossene Tore

| (M) | amtierender isländischer Meister     |
| (P) | amtierender isländischer Pokalsieger |
| (N) | Neuaufsteiger                        |

### Kreuztabelle
Die Kreuztabelle stellt die Ergebnisse aller Spiele dieser Saison dar. Die Heimmannschaft ist in der ersten Spalte aufgelistet, die Gastmannschaft in der obersten Reihe. Die Ergebnisse sind immer aus Sicht der Heimmannschaft angegeben.
| 1975               | Fram Reykjavík | FH Hafnarfjörður | ÍB Vestmannaeyja | ÍB Keflavík | KR Reykjavík | VAL | ÍA Akranes | Víkingur Reykjavík |
| Fram Reykjavík     |                | 2:0              | 1:0              | 1:1         | 2:0          | 2:3 | 3:6        | 1:0                |
| FH Hafnarfjörður   | 1:0            |                  | 0:0              | 1:1         | 1:0          | 0:3 | 1:0        | 0:2                |
| ÍB Vestmannaeyja   | 2:0            | 1:1              |                  | 0:1         | 1:2          | 1:2 | 3:2        | 0:0                |
| ÍB Keflavík        | 0:1            | 2:2              | 0:0              |             | 1:0          | 0:0 | 1:2        | 0:1                |
| KR Reykjavík       | 2:3            | 1:1              | 1:0              | 2:4         |              | 0:0 | 0:1        | 2:0                |
| Valur Reykjavík    | 1:3            | 1:2              | 2:2              | 1:2         | 2:2          |     | 1:0        | 1:0                |
| ÍA Akranes         | 1:0            | 7:1              | 4:0              | 1:0         | 0:0          | 2:1 |            | 1:1                |
| Víkingur Reykjavík | 0:1            | 1:0              | 6:1              | 1:0         | 2:1          | 1:2 | 2:2        |                    |

## Relegation
Der letztplatzierte ÍB Vestmannaeyja spielte in einem Relegationsspiel gegen den Zweitplatzierten der 2. Liga, Þróttur Reykjavík, um den Klassenerhalt, und musste nach einer Niederlage schließlich absteigen.
| Paarung  | Þróttur Reykjavík – ÍB Vestmannaeyja |
| Ergebnis | 2:0                                  |
| Datum    | 2. September 1975                    |
| Stadion  | Laugardalsvöllur, Reykjavík          |
| Tore     | unbekannt                            |

## Torschützenliste
Die folgende Tabelle gibt die besten Torschützen der Saison wieder.
| Rang | Tore | Spieler                | Verein           |
| ---- | ---- | ---------------------- | ---------------- |
| 1.   | 10   | Matthías Hallgrímsson  | ÍA Akranes       |
| 2.   | 8    | Guðmunður þorbjörnsson | Valur Reykjavík  |
| 2.   | 8    | Marteinn Geirsson      | Fram Reykjavík   |
| 2.   | 8    | Orn Oskarsson          | ÍB Vestmannaeyja |
| 5.   | 7    | Teitur Þórðarson       | ÍA Akranes       |